# Bicchetto
I Bicchetto, Becket o Becchet sono una famiglia nobile inglese, con diramazioni in Sicilia, che ha annoverato tra gli esponenti il santo martire Thomas Becket.
La famiglia fu espulsa dall'Inghilterra, dove aveva titoli nobiliari e possedimenti, da Enrico II d'Inghilterra a causa di sue divergenze di vedute con il santo per delle riforme, che limitavano i poteri ecclesiastici, introdotte durante il concilio di Clarendon. La famiglia si rifugiò in Sicilia nel 1150 o nel 1173, precisamente in Sciacca, Mazara e Palermo originando nuovi rami che ebbero massime cariche statali nel territorio. Nel caso di Sciacca la famiglia prese le parti dei de Luna d'Aragona. Un Arcadio Bicchett e Zumbo con diploma datato 22 luglio 1653 ottenne il titolo di marchese di Camporeale.

## Stemma
Arma: D'oro, allo stambecco rampante di nero.